# Drain You
„Drain You“ je název písně americké rockové skupiny Nirvana. Skladba je v pořadí osmou písní na jejich asi nejznámějším albu Nevermind z roku 1991 a třetí na živém albu From the Muddy Banks of the Wishkah z roku 1996.